# Oxynotus centrina
El cerdo marino (Oxynotus centrina) es una especie de pez escualiforme de la familia Oxynotidae.

## Descripción
Tiene el cuerpo grueso y de sección casi triangular, con el dorso prominente y la cabeza pequeña y aplanada. La boca es de forma ovalada y de pequeño tamaño, con dientes lanceolados dispuestos en varias series. Su coloración es gris oscura o parda con manchas oscuras, variando según el lugar donde habita, y presenta dos aletas dorsales con sendas espinas, casi totalmente envueltas en la piel de las aletas. Es un tiburón pequeño, no superando los 150 cm de longitud.

## Distribución y hábitat
Es un animal marino propio del mar Mediterráneo (falta en el mar Negro) y del Atlántico oriental desde las costas de Noruega hasta Sudáfrica, su presencia en las costas de Mozambique es dudosa.
Se encuentra en fondos coralinos y fangosos, principalmente entre 100 y 200 m de profundidad, aunque se han registrado hasta una profundidad 800 m.

## Comportamiento
Es una especie de hábitos solitarios que suele nadar lentamente. Es ovovivíparo. La fecundación tiene lugar en enero y los alevines nacen unos 3 meses más tarde. El tamaño al nacer se ha registrado de entre 21 y 24 cm.
Su alimentación se compone de animales de todo tipo del fondo marino. Se ha descrito que en acuario se puede alimentar exclusivamente de huevos de otros condríctios, incluyendo tanto escualos como rayas.